# Poésie improvisée de la Sardaigne
La poésie improvisée de la Sardaigne (ou poesia a bolu) est une forme d'improvisation poétique commune en Sardaigne. L'expression la plus importante de ce genre est celle qui est pratiquée en sarde logudorais (logudoresu), dans le centre-nord de l'île. Chaque poeta (qui crée et déclame ses vers) récite pendant  une joute, généralement à deux, la gara, devant le public. La gara peut être comparée à la tenson, où les poètes développent un thème en faisant valoir leurs arguments. Le vers utilisé est l'hendécasyllabe et la métrique ottava rima.
Les compétitions s'organisent autour de thèmes complémentaires tirés au sort.

## Poetascélèbres
- Gavino Contini (Siligo, 1855 – 1915)[2]
- Giuseppe Pirastru (Ozieri, 1858 - 1931)
- Antonio Cubeddu (Ozieri, 1863 - Rome, 1955)
- Antonio Farina, (Fraz. Santa Vittoria Osilo, 1865-1944)
- Salvatore Testoni, (Bonorva, 1865 - 1945)
- Sebastiano Moretti, (Tresnuraghes, 1868 - 1932)
- Peppino Mereu, (Tonara, 1872 – 1901)
- Barore Sassu (Banari, 1891 – 1976)
- Raimondo Piras (Villanova Monteleone, 1905 – 1978)